# Croce di Malta

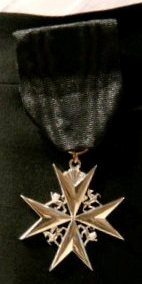
L'insegna di un fratello servente del Venerabile Ordine Ospedaliero di San Giovanni di Gerusalemme

La croce di Amalfi, nota anche come croce di Malta e croce di san Giovanni, fu simbolo della repubblica marinara di Amalfi almeno sin dall'XI secolo, come confermano alcuni tarì amalfitani del 1080 sui quali campeggia chiaramente tale croce.
Il simbolo unicode corrispondente è U+2720 (✠).

## Struttura
Il simbolo è una croce ottagona (cioè di otto punte) di origine bizantina, risalente, con ogni probabilità, al VI secolo. Il suo disegno è basato sulle croci usate sin dalla prima crociata.
Le sue 8 punte possono simboleggiare le beatitudini secondo san Matteo:
- Beati i poveri in spirito, perché di essi è il Regno dei cieli
- Beati i miti, perché possederanno la Terra
- Beati gli afflitti, perché saranno consolati
- Beati coloro che hanno fame e sete di giustizia, perché saranno saziati
- Beati i misericordiosi, perché troveranno misericordia
- Beati i puri di cuore, perché vedranno Dio
- Beati gli operatori di pace, perché saranno chiamati figli di Dio
- Beati i perseguitati per amore della giustizia, perché di essi è il regno dei cieli

oppure alcune importanti virtù cristiane:
- Lealtà
- Pietà
- Franchezza
- Coraggio
- Gloria ed onore
- Disprezzo per la morte
- Solidarietà verso i poveri ed i malati
- Rispetto per la Chiesa

possono anche rappresentare le 8 nazionalità di provenienza dei Cavalieri di San Giovanni oppure gli 8 princìpi che dovevano rispettare gli antichi cavalieri:
- spiritualità
- semplicità
- umiltà
- compassione
- giustizia
- misericordia
- sincerità
- sopportazione.

## Simbolo dei Cavalieri Ospitalieri
La Croce di Malta fu ufficialmente adottata dall'Ordine dei Cavalieri Ospitalieri di San Giovanni nel 1126. I suoi otto punti indicano gli otto obblighi dei cavalieri, vale a dire "vivere nella verità, avere fede, pentirsi dei peccati, dare prova dell'umiltà,  ama la giustizia, sii misericordioso, sii sincero e resisti alla persecuzione ".  Con il tempo, gli otto punti arrivarono anche a rappresentare le otto "lingue" (raggruppamenti nazionali) dei nobili che furono ammessi alla fratellanza, vale a dire quelli di Alvernia, Provenza, Francia, Aragona, Castiglia e Portogallo, Italia, Baviera (Germania)  e Inghilterra (con Scozia e Irlanda).
La Croce Ottagona degli Ospitalieri di San Giovanni di Gerusalemme è di colore Bianco, il colore della Purezza delle Beatitudini.

Essa fu dapprima adottata come simbolo distintivo da un gruppo di monaci guidato dal Beato Frà Gerardo Sasso, nativo di Scala di Amalfi, benedettino dell'Abbazia di Cava.
Questi uomini presero a occuparsi delle sofferenze dei pellegrini sulle vie della Terra santa. Testimonianze molteplici della loro presenza e del loro operato si possono ancora oggi trovare ben evidenti lungo le antiche vie e i sentieri che collegano il Mar Tirreno centro meridionale all'Adriatico pugliese. Realizzarono il primo ospedale della storia, l'Ospedale di San Giovanni nella Città Santa di Gerusalemme. Per fronteggiare le continue violenze ed aggressioni subite dai pellegrini da parte di briganti e tagliagole, Frà Gerardo venne successivamente autorizzato a organizzare i monaci in armi, provvedendo alla difesa dei poveri viandanti.
Papa Pasquale II sancì lo status di Monaci Cavalieri e, di fatto, la nascita dell'Ordine di San Giovanni di Gerusalemme, successivamente denominato "dei Cavalieri di Malta, Cipro e Rodi", con la bolla papale Pie Postulatio Voluntatis nel 1113.
Questo venne reso possibile anche in virtù delle modifiche apportate, nel frattempo, alla "Regola Benedettina", che governava la vita e le attività dei Monaci di San Giovanni, da San Bernardo di Chiaravalle, modificazioni che consentirono per l'appunto di assumere la difesa in armi dei pellegrini inermi da parte dei monaci.
La storia dei monaci cavalieri ospitalieri di San Giovanni di Gerusalemme ebbe così inizio. Circa settecento anni dopo avvenne la diaspora dovuta alla resa dell'Ordine ai bonapartisti, decisione assunta dall'allora Gran Maestro Von Hompesch, al fine di evitare di esporre i Cavalieri alle persecuzioni napoleoniche.
Questo atto sancì tuttavia la fine dell'unità dell'Ordine, favorendone la scissione in due tronconi, ancora oggi separati. L'uno, l'OSJ /SOSJ, trovò, ed ancor oggi conserva, una propria collocazione presso i Patriarcati delle Chiese Cristiane d'Oriente ed in particolare la Chiesa Ortodossa Russa nonché nel Continente Nord Americano (l'OSSJ/SOSJ beneficia tutt'oggi dell'Alta Protezione della Casa Imperiale di Russia e del prestigioso Riconoscimento Ufficiale sancito dal Congresso degli Stati Uniti d'America), l'altro, lo SMOM, nato nel 1803 per volere del Santo Padre a difesa della Santa Sede, è sicuramente il ramo oggi più potente e conosciuto dei Cavalieri di San Giovanni, vivendo da oltre 200 anni in una totale simbiosi con la Chiesa di Roma. Da essa ha ricevuto l'imprimatur che ha consentito al Sovrano Ordine Militare di Malta di ottenere l'extraterritorialità, divenendo così uno Stato Sovrano riconosciuto a tutti gli effetti. Le meritorie attività umanitarie a suffragio dei sofferenti e dei bisognosi, svolte dai Cavalieri del Sovrano Ordine Militare di Malta in ogni continente, nonché la saggezza dimostrata nell'adempiere agli incarichi ricevuti servendo la Santa Chiesa Cattolica, hanno fatto sì che lo SMOM abbia ottenuto riconoscimenti a livello globale e l'alto onore del Seggio di "Osservatore" alle Nazioni Unite il 24 agosto del 1994. Tutto questo splendore dello SMOM non dovrebbe però far dimenticare, agli storici ed ai saggisti che ancora oggi, in modo più silenzioso e senza chiedere visibilità, continuano la loro opera i Cavalieri dell'OSJ/SOSJ, nel solco tracciato mille anni or sono dal Beato Gerardo Fondatore dell'Ordine dei Monaci Cavalieri di San Giovanni di Gerusalemme. È un cammino lontano dai clamori delle cronache, al servizio dei più umili e bisognosi, perseguendo nel nome di Cristo l'anelito che ispirò Frà Gerardo: Pro Fide Pro Utilitate Hominum.
Esso fu scelto come simbolo dell'Ordine dei Cavalieri Ospitalieri, l'ordine monastico-cavalleresco fondato da mercanti amalfitani e salernitani a Gerusalemme. Questi avevano la loro casa principale nell'antico monastero di San Giovanni, da cui successivamente assunsero il nome di "Cavalieri giovanniti" e la croce stessa assunse il nome di san Giovanni.
I Cavalieri, chiamati anche Giovanniti, oltre a servire i bisognosi in piccoli ospedali ed ostelli, difendevano i pellegrini dai frequenti attacchi dei musulmani.
A seguito della sconfitta dell'alleanza cristiana, i cavalieri furono costretti a spostarsi a Cipro, dove si era stabilito il re latino di Gerusalemme. Di qui, su ispirazione del Papa, che chiamava ad una nuova crociata, attaccarono Rodi, nominalmente dell'Impero bizantino ma in mano ai turchi, conquistandola. Qui, ben accettati dai rodioti cristiani si stabilirono diventando un singolare stato retto da monaci guerrieri e la denominazione dell'Ordine divenne Ordine di San Giovanni di Gerusalemme detto di Rodi e brevemente essi venivano chiamati Cavalieri di Rodi. Successivamente, scacciati da Rodi con l'onore delle armi concesso dai turchi, dopo alcune peregrinazioni trovarono sede a Malta, concessa loro dall'imperatore Carlo V e di cui divennero governatori, divenendo quindi l'Ordine di San Giovanni di Gerusalemme detto di Malta ovvero brevemente Ordine di Malta e la croce divenne quindi da allora nota come "Croce di Malta". In realtà essa avrebbe dovuto chiamarsi "croce di Amalfi", per i suoi contenuti storico-araldici e visto che ancora oggi ne è il simbolo.
La croce di Malta rimane ancora oggi il simbolo del Sovrano Militare Ordine di Malta. Nei secoli recenti è stata adottata come insegna di numerosi ordini della Cavalleria, e appare sull'insegna del circondario tedesco (Pomerania occidentale) di Meclemburgo-Strelitz. In Australia la Croce di Malta è parte dell'emblema del Queensland.
Nel Regno Unito, la croce di Malta è il simbolo del Reggimento dei Fucilieri (Rifle Regiments) e di altri corpi militari simili. La Croce di Malta forma pure la base del disegno dell'Ordine di Bath.

Stendardo della repubblica marinara di Amalfi

In Svezia la croce di Malta è la forma di base di tutti gli ordini regali.
La provincia di Salerno la usa nel proprio stemma dal 15 ottobre 2010
Gli stemmi dei seguenti comuni riportano nella loro blasonatura la croce Ottagona:
- Amalfi (SA): diviso in tre parti: «la prima in alto a sinistra di forma quadrata, fondo azzurro con una banda obliqua di colore rosso; la seconda, in alto a destra di forma quadrata riportante la bandiera della Repubblica marinara di Amalfi; la terza parte in basso, di forma rettangolare con il mare, il cielo e al centro una bussola sostenuta da quattro ali dorate e alla sommità una cometa»,
- Aicurzio (MB): «d'azzurro, alla Croce Ottagona d'argento; nel canton sinistro del capo una fiamma al naturale caricata da due spade d'argento poste in decusse con le punte all'ingiù»,
- Blufi (PA): «di cielo, al sole d'oro, accompagnato in punta dal ponte di due archi, d'oro, murato di nero, con ampie spallette uscenti dai lembi e con le luci del campo, fondato sulla campagna di azzurro, fiancheggiata a destra e a sinistra di verde. Il tutto sotto il capo di verde, caricato dalla croce ottagona, di argento. Ornamenti esteriori da Comune»,
- Fasano (BR): «scudo di forma sannitica, sovrapposto a Croce Ottagona bianca, d'azzurro al colombaccio (o faso) al naturale collarinato con stella d'oro sul capo sovrastante tre colli»,
- Gizzeria (CZ): «d'azzurro a San Giovanni Battista accompagnato in punta da un agnello e in capo da una croce ottagona biforcata»,
- Murello (CN): «partito: il 1º, di azzurro, alla torre del maniero di Murello, di rosso, mattonata di nero, coperta di rosso, con sei finestre di nero, tre in alto, poste in fascia, due in basso e in palo a sinistra, l'ultima in basso a destra in fascia con la quinta finestra, essa torre fondata sulla pianura d'oro; il 2º, di rosso, alla croce ottagona d'argento. Ornamenti esteriori da Comune»,
- Pedara (CT): «partito: il 1º, interzato in fascia: a) di verde, al braccio destro armato di acciaio al naturale, uscente dal lembo destro dello scudo, la mano di carnagione afferrante la coda posta in palo della cometa di sette raggi, d'oro; b) di nero, alla croce di otto punte e patente, di argento; c) di rosso, al giglio di giardino reciso, gambuto di verde, fiorito di due, di argento; il 2º, di azzurro, al leone d'oro, coronato all'antica, dello stesso»,
- Rodì Milici (ME): «tagliato di azzurro e di rosso, alla sbarra ristretta, inchiavata d'argento e d'oro; nel primo riquadro alla ruota dentata d'argento, attraversata in palo da una spiga di grano d'oro; nel secondo riquadro alla croce ottagona d'argento. Ornamenti esteriori da Comune»,
- Rolo (RE): «d'argento a tre croci ottagone poste in palo una sull'altra; d'azzurro la prima e la terza, di rosso la seconda, digradanti dalla inferiore alla superiore»,
- Ronchis (UD): «trinciato, nel 1º di azzurro al leone d'oro; nel 2º di rosso alla croce ottagona»,
- Ruda (UD): «tagliato: nel 1° di nero, caricato di una croce di Malta d'argento; nel 2° fasciato d'oro e d'azzurro (9)»,
- San Giovanni di Gerace (RC): «di rosso alla croce ottagona d'argento»,
- San Mauro la Bruca (SA): «di rosso alla croce ottagona d'argento, alla bordura troncata di oro e di azzurro. Ornamenti esteriori da comune».

È considerata uno dei simboli nazionali di Malta ed appariva su alcune monete locali oggi non più in corso. A partire dal 1º gennaio 2008, la croce di Malta è raffigurata sul retro delle monete da uno e due euro maltesi.

## Croci simili
In araldica altre croci ottagone con la coda di rondine sono presenti in altri ordini cavallereschi religiosi quali l'Ordine di San Lazzaro - e dal Duca Emanuele Filiberto di Savoia ripreso parzialmente nell'Ordine dei Santi Maurizio e Lazzaro - e successivamente, in epoca postcrociata, durante il XVI secolo l'Ordine di Santo Stefano Papa e Martire costituito da Cosimo I de' Medici ed approvato da papa Pio IV nel 1561 (croce rossa ottagona): a livello dell'Unione Europea l'insegna di questo Ordine (croce rossa ottagona) e la sua denominazione sono ufficialmente registrati presso l'UAMI. Altre croci con le braccia allargate sono spesso erroneamente denominate "maltesi" (che si possono definire se costituite da quattro code di rondine rettilinee). La croce nestoriana è pure molto simile a questa. La croce ugonotta vi si è, probabilmente, ispirata.
La Sacra Croce Ottagona degli Ospitalieri di San Giovanni di Gerusalemme è anche stata adottata dalla Reale Arciconfraternita dei SS Giovanni Battista ed Evangelista dei Cavalieri di Malta ad Honorem in Catanzaro.  La chiesa omonima fu edificata nel 1457 e costruita su terreno lateranense ed aggregata da sempre all'Arcibasilica del Laterano, ma già dal 1200 i confratelli avevano fondato e condotto il primo ospedale cittadino. Il Priore, in alcuni periodi dell'anno, amministrava anche la giustizia e quindi aveva il privilegio di Baronia. Carlo III di Borbone, Re delle Due Sicilie, nel 1735 in visita a Catanzaro concesse con Suo Real Rescritto alla Confraternita il titolo di Reale Arciconfraternita, le insegne dei Cavalieri di Malta ed il diritto ai confrati di considerarsi Cavalieri di Malta ad honorem, confermando altresì la Baronia. Per tale privilegio il sodalizio diventò un'istituzione religioso-cavalleresca. Il 21 marzo del 1777 S M Re Ferdinando I delle Due Sicilie confermava ed autenticava gli onori goduti delle Reale Arciconfraternita, tra cui i diritti di Primazia, Giurisdizionale Baronale, le insegne della Croce di Malta e le antiche regole di governo.